# Gerevich László
Gerevich László (Budapest, 1911. április 7. – Budapest, 1997. június 20.) Kossuth-díjas régész, művészettörténész, az MTA tagja. Kiemelkedő szerepe volt a Budai Vár második világháborút követő régészeti feltárásaiban.

## Életpályája
Gerevich László Budapesten született, apja Gerevich Zoltán, miniszteri tanácsos, anyja Ladányi Ibolya. 1931 és 1935 között művészettörténetet, régészetet és magyar irodalomtörténetet tanult a budapesti egyetemen. 1935-ben bölcsészdoktori oklevelet szerzett. 1935-től a Fővárosi Múzeumban gyakornok, 1938-tól múzeumi őr (ez ma vezető beosztásnak felel meg), 1947-től ugyanott osztályvezető. 1936-37-ben tanulmányutat tett Olaszországban. 1947-től a budapesti egyetemen a középkori régészet magántanára. 1950-től 1961-ig a Budapesti Történeti Múzeum főigazgatója. 1958-tól 1981-ig a Magyar Tudományos Akadémia Régészeti Kutatócsoportjának (később Intézetének) első igazgatója. Szerkesztette a Budapest Régiségei című sorozatot. Tudományos közleményei szaklapokban (Acta Historiae Artium, Acta Archeologica stb.) jelentek meg.

## Kutatásai
Gerevich fő kutatási területe a középkor és a reneszánsz építészete, szobrászata volt. Nagybátyja, Gerevich Tibor széles európai horizontú középkori magyar művészettörténeti iskolájából kikerülve, ásatásait és annak feldolgozásait mindig szélesebb magyarországi és európai településtörténeti és művészettörténeti keretekbe helyezte. A középkori Csut falu és az albertfalvi kis vár feltárása után a Budai Vár városépítészetét és háztípusait vizsgálta.
Vezetése alatt zajlott a Budai Vár második világháború utáni régészeti feltárása. A dömösi prépostság ásatásainak vezetőjeként korszakalkotó eredményekkel járult hozzá a magyar romanika kezdeteinek megismeréséhez és közép-európai helyének meghatározásához. A pilisszentkereszti ciszterci apátság feltárásának vezetőjeként nemcsak addig vitatott történeti-földrajzi kérdéseket oldott meg, hanem a magyarországi gótika történetének fordulópontját, a Gertrudis-szarkofág maradványainak megismerését is lehetővé tette. A pilisi ciszterci kolostor feltárása során igen ritka ún. piskótamintás padlótéglákat talált. Felfedezte, hogy a padlóminta megegyezik a francia Villard de Honnecourt mester híres hátrahagyott albumában is megörökített mintákkal, és többek között ezzel igazolta, hogy Villard a korábban elfogadottal ellentétben 1220 körül, francia és pilisi ciszterciek közvetítésével, királyi megrendelések miatt jött Magyarországra. Gerevich állította, hogy ez a látogatás az egész korabeli magyar művészet számára óriási jelentőségű volt. A pilisi ciszterci apátságról szóló összefoglaló munkájában (Gerevich, 1984) így ír erről:
„Nyugaton e fölosztott díszítésű padlóburkolat szokatlansága keltette föl az Album tanúsága szerint Magyarországon megbízással járó Villard de Honnecourt érdeklődését, mert a téglány alakú mezőkre osztott díszítés öt mintáját lerajzolta, melyből négy alapmintát lehetett azonosítani a pilisi bekarcolt mintájú padlóburkoló téglával és padlótégla-mozaikkal; köztük olyan ritka is elterjedt, mint a piskótaminta. Alig lehet kétségünk afelől, hogy látta az éppen elkészült pilisi templomot, sőt, hogy megbízását éppen itt végezte el.”

## Fontosabb munkái
- A kassai Szent Erzsébet-templom szobrászata a XIV-XVI. században (Budapest, 1935)
- A garamszentbenedeki Úrkoporsó (Gerevich Tibor emlékkönyv, Budapest, 1942)
- A felvidéki szobrászat stílusfejlődése (Budapest, 1943)
- Gótikus házak Budán (Budapest régiségei, 1950)
- Magyarországi gótikus művészet (A magyarországi művészet története, I. Budapest, 1955; 4. kiad. 1970)
- A budai várpalota története. Gerő Lászlóval (Budapest, 1956)
- Buda szerepe a magyarországi gótikus építészetben és az európai stílusáramlatokban (Budapest régiségei, 1956)
- Közép-európai királyi műhelyek a XIV. században és a késő gótika (Építés- és Közlekedéstudományi Közlemény, 1958)
- Johannes Fiorentinus und die pannonische Renaissance (Acta Historiae Artium, 1959)
- A budai vár feltárása (Budapest, 1966)
- A gótikus klasszicizmus és Magyarország (MTA Filoz.Tört. Tud. Oszt. Közl., 1971)
- The art of Buda and Pest in the Middle Ages (Budapest, 1971)
- Budapest története, I-II. Többekkel. Főszerk., szerk. (Budapest, 1973)
- Die mittelalterlichen Städte im Zentrum Ungarns II. (Göttingen, 1974)
- A kora gótika kezdetei Magyarországon (MTA Filoz.Tört. Tud. Oszt. Közl., 1974)
- Pilis abbey, a cultural center (Acta Arch., 1977)
- A pilisi ciszterci apátság (Szentendre, 1984; 2. kiad. 1987)
- Ergebnisse der Ausgrabungen in der ungarischen  Zisterzienserabtei Pilis (Acta Arch., 1985)

## Díjak, elismerések
- Kossuth-díj (1954)